# Marciano Kastoredjo
Marciano Kastoredjo (Utrecht, 22 maart 1982) is een voormalige Nederlandse voetballer die bij voorkeur speelde als verdediger.

## Carrière
Kastoredjo speelde bij FC Utrecht, De Graafschap, Haaglandia, Quick Boys, AVV Zeeburgia en CSW.
Kastoredjo maakte zijn debuut bij De Graafschap op 13 februari 2004 in een wedstrijd tegen Fortuna Sittard. De wedstrijd eindigde in een 1-1 gelijk spel.
Kastoredjo beëindigde zijn carrière bij CSW. Hierna werd hij trainer bij de jeugd van HFC.

## Interlands
| Interlands van Marciano Kastoredjo voor Nederland onder 19 | Interlands van Marciano Kastoredjo voor Nederland onder 19 | Interlands van Marciano Kastoredjo voor Nederland onder 19 | Interlands van Marciano Kastoredjo voor Nederland onder 19 | Interlands van Marciano Kastoredjo voor Nederland onder 19 | Interlands van Marciano Kastoredjo voor Nederland onder 19 | Interlands van Marciano Kastoredjo voor Nederland onder 19 |
| №                                                          | Datum                                                      | Wedstrijd                                                  | Uitslag                                                    | Competitie                                                 | Goals                                                      | Assists                                                    |
| ---------------------------------------------------------- | ---------------------------------------------------------- | ---------------------------------------------------------- | ---------------------------------------------------------- | ---------------------------------------------------------- | ---------------------------------------------------------- | ---------------------------------------------------------- |
| 1.                                                         | 4 oktober 2000                                             | Frankrijk – Nederland                                      | 1 – 2                                                      | Vriendschappelijk                                          | 0                                                          | 0                                                          |
| 2.                                                         | 25 oktober 2000                                            | Nederland – Duitsland                                      | 0 – 1                                                      | Kwalificatie                                               | 0                                                          | 0                                                          |
| 3.                                                         | 30 november 2000                                           | Duitsland – Nederland                                      | 2 – 4                                                      | Kwalificatie                                               | 0                                                          | 0                                                          |
| 4.                                                         | 6 december 2000                                            | Nederland – Frankrijk                                      | 2 – 1                                                      | Kwalificatie                                               | 0                                                          | 0                                                          |